# Dahongliuxia (ort i Kina, Xinjiang Uygur Zizhiqu, Kumul Diqu, lat 44,18, long 91,74)
Dahongliuxia (kinesiska: 大红柳峡乡) är en ort i Kina. Den ligger i prefekturen Kumul Diqu och den autonoma regionen Xinjiang, i den nordvästra delen av landet, omkring 330 kilometer öster om regionhuvudstaden Ürümqi. Antalet invånare är 3 388. Befolkningen består av 1 267 kvinnor och 2 121 män. Barn under 15 år utgör 18,0 %, vuxna 15-64 år 77 %, och äldre över 65 år 3,0 %.
Runt Dahongliuxia är det mycket glesbefolkat, med 2 invånare per kvadratkilometer. Det finns inga andra samhällen i närheten. Trakten runt Dahongliuxia är ofruktbar med lite eller ingen växtlighet.
Genomsnittlig årsnederbörd är 141 millimeter. Den regnigaste månaden är juni, med i genomsnitt 28 mm nederbörd, och den torraste är januari, med 4 mm nederbörd.